# Dionisio Sancho
Dionisio Sancho (Ciempozuelos, 1762-México, 7 de mayo de 1829) fue un escultor español.

## Biografía
Nacido en Ciempozuelos en 1762, estudió en Madrid en la Real Academia de San Fernando. Se presentó a los concursos generales de premios de 1790 y 1793, donde ganó en el primero de primera clase por la escultura. Nombrado académico de mérito el 10 de enero de 1796 y teniente-director honorario el 25 de mayo de 1805, marchó a Cádiz al ser invadida Madrid por las tropas francesas en 1808, y allí le nombró la regencia del reino director de escultura de la Academia de México, a donde pasó en 1810. Anteriormente había sido director del adorno de la fábrica de porcelana del Retiro y escultor de cámara.
En México, fue nombrado en 1813 director de la de Casa de la Moneda de Guadalajara, pasando después, con igual destino, a la de Zacatecas. Falleció en México el 7 de mayo de 1829. Fueron sus principales obras la estatua semicolosal de una Minerva para la entrada del jardín de la casa de Manuel Godoy, de la cual poseía un vaciado la Academia de San Fernando; la Virgen de la Esperanza en la parroquia de San Justo; un Cristo aislado, de marfil, y tres bajorrelieves, de igual material, de los que dos subsistían en el Casino del Príncipe (Escorial), y el tercero en la galería de escultura del Museo del Prado.